# Aueršperk
Aueršperk je zřícenina hradu nad říčkou Bystřicí, která ho obtéká ze 3 stran. Nachází se mezi obcí Vír a Dvořiště (dnes část města Bystřice nad Pernštejnem) v katastrálním území Dvořiště u Bystřice nad Pernštejnem. Je klasickým příkladem raného gotického šlechtického hradu bergfritového typu. Starší pojmenování jsou také Auršperk, Auersperg, Ušperk a Aušperk.

## Popis
Z planiny mezi Dvořištěm a Hrdou Vsí (součást Víru) vybíhá táhlý skalnatý břeh obtékaný ze tří stran říčkou Bystřičkou (levý břeh). Byl zvolen pro vybudování nevelkého hradu. Hřeben byl napříč překopán hlubokým příkopem, který se stáčí kolem celého hradního areálu. Z vybrané hlíny byl navršen mohutný val.

## Historie
Kdy byl založen, není přesně známo. Název může napovídat (Auer = zubr), že zakladateli hradu byli ve 2. polovině 13. století Pernštejnové, respektive páni z Medlova. Nejstarší zmínky však ukazují, že hrad získal toto pojmenování až na počátku 14. století, kdy již asi půlstoletí existoval. První písemná zpráva o hradu Aueršperk pochází z roku 1325, kdy je zmiňován Jimram z Pernštejna také s přídomkem z Aueršperku. Jako pravděpodobné se však jeví jeho původní pojmenování Bystřice, pod kterým je zřejmě uveden na konci 13. století ve žďárské klášterní kronice Jindřicha Řezbáře. V letech 1325 – 1335 jej vlastnila Geruše, dcera Jimrama z Aueršperka. Svému účelu hrad ale dlouho nesloužil, neboť v dalších letech se již více jako užívaný neuvádí. Obvykle udávaná zmínka o opuštění hradu roku 1406 vznikla mylnou interpretací pramene. Tohoto roku se jmenují pouze pozemky u hradu "Ušperka", o stavu lokality však dokument nevypovídá. Nejnovější archeologické nálezy, především objev významného bohatě opracovaného gotického zámku, datují užívání hradu ještě v první čtvrtině 15. století, přestože písemné prameny z té doby mlčí.
Poměrně velký hrad měl jistě také rozsáhlé předhradí, kam bylo možné umístit větší množství vojska. Do hradu se přijíždělo z planiny bránou, u níž stávala vysoká věž. K ní přiléhala obytná budova obdélníkového tvaru a další budovy. Hrad obepínal příkop o hloubce 13 m. Válcová věž měla průměr téměř 10 m. K hradu snad náležel také dvůr v místech dnešní vsi Dvořiště. Ještě v první polovině 20. století bylo na zřícenině sklepení.

## Současný stav
Z hradu se zachovaly zbytky příkopu a torzo válcové věže (9 metrů průměr), která chránila bránu, zbytky zdiva hradebního opevnění a východně od věže základové zdivo obytného paláce. Na sever od jádra hradu jsou patrny základy vysunuté věžice, oddělené od vlastního hradu mělkým příkopem. V předpolí hradu je zřetelná příkopem obehnaná plocha, související snad s využíváním hradu bojovými družinami v předhusitském období.

## Galerie

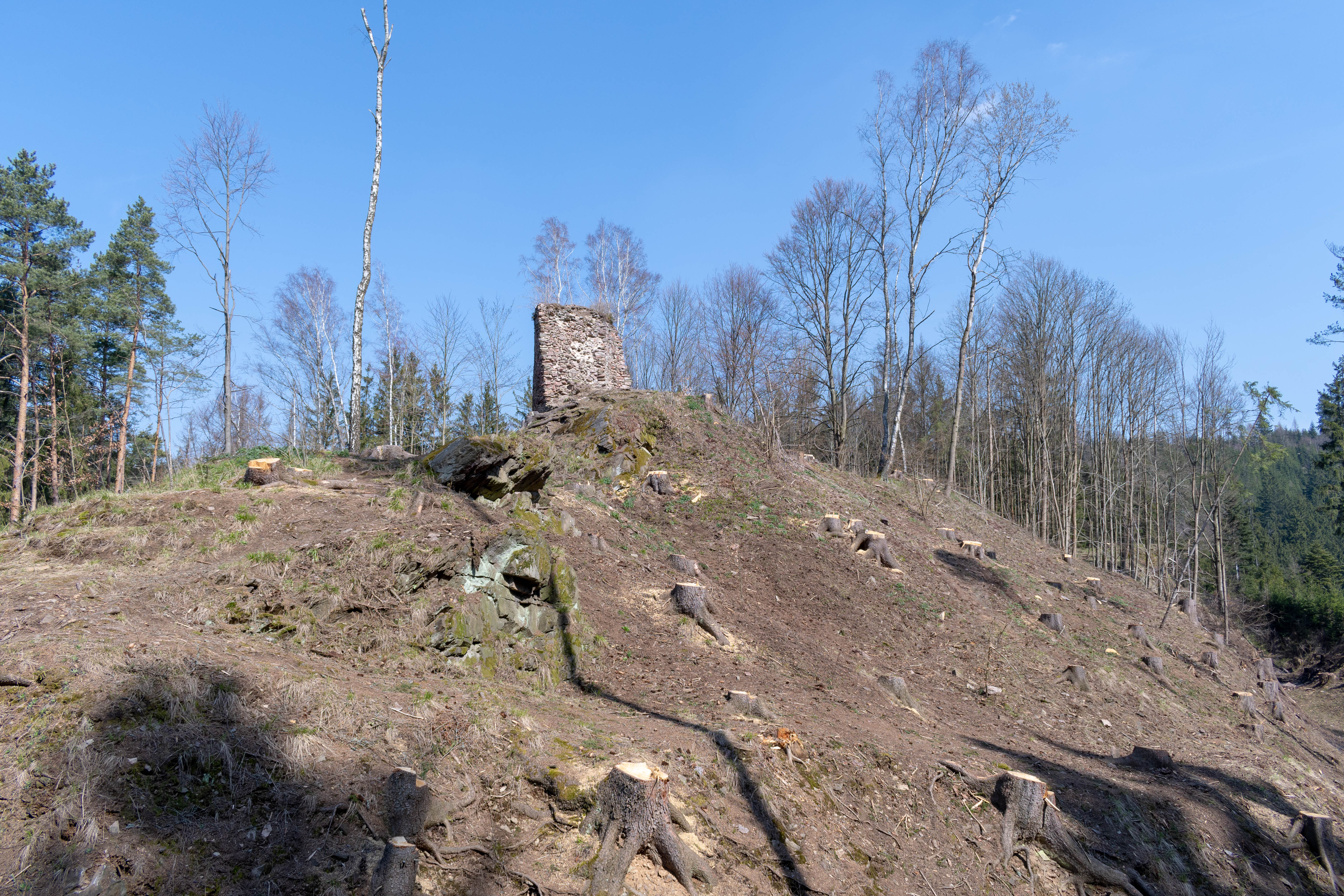
Celkový pohled na kopec se zbytkem věže
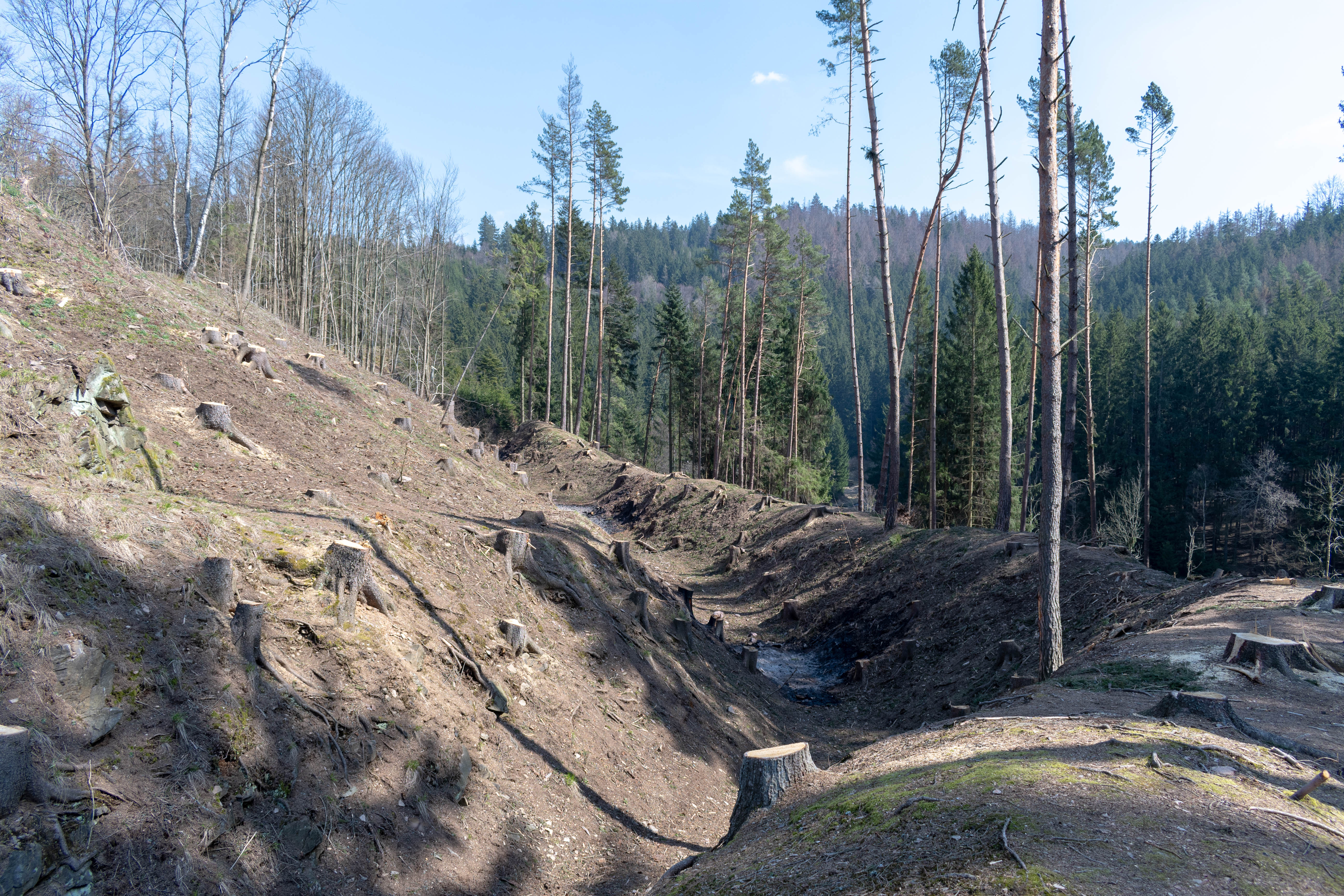
Odlesněný hradní příkop
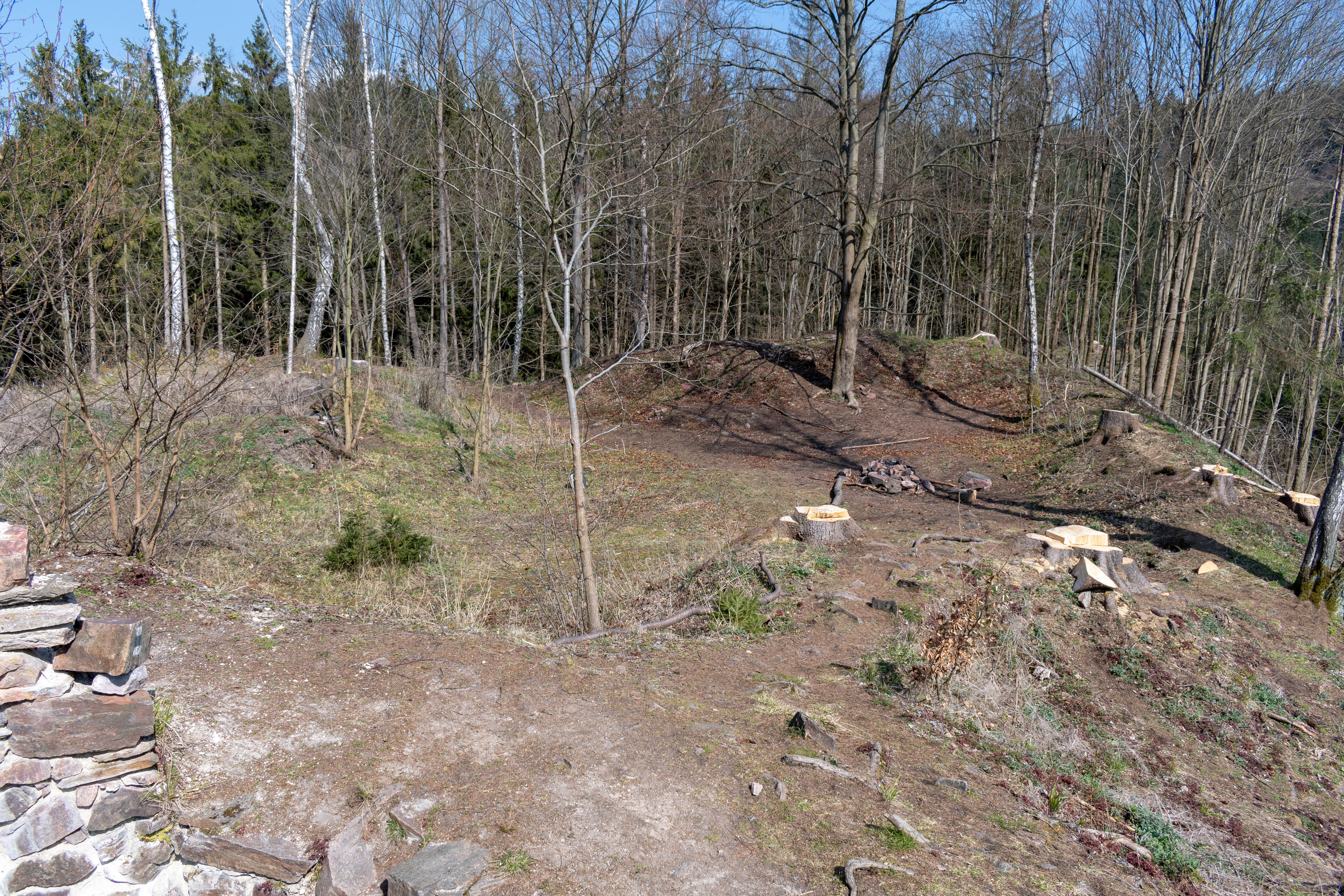
Centrální část hradu od zbytků věže
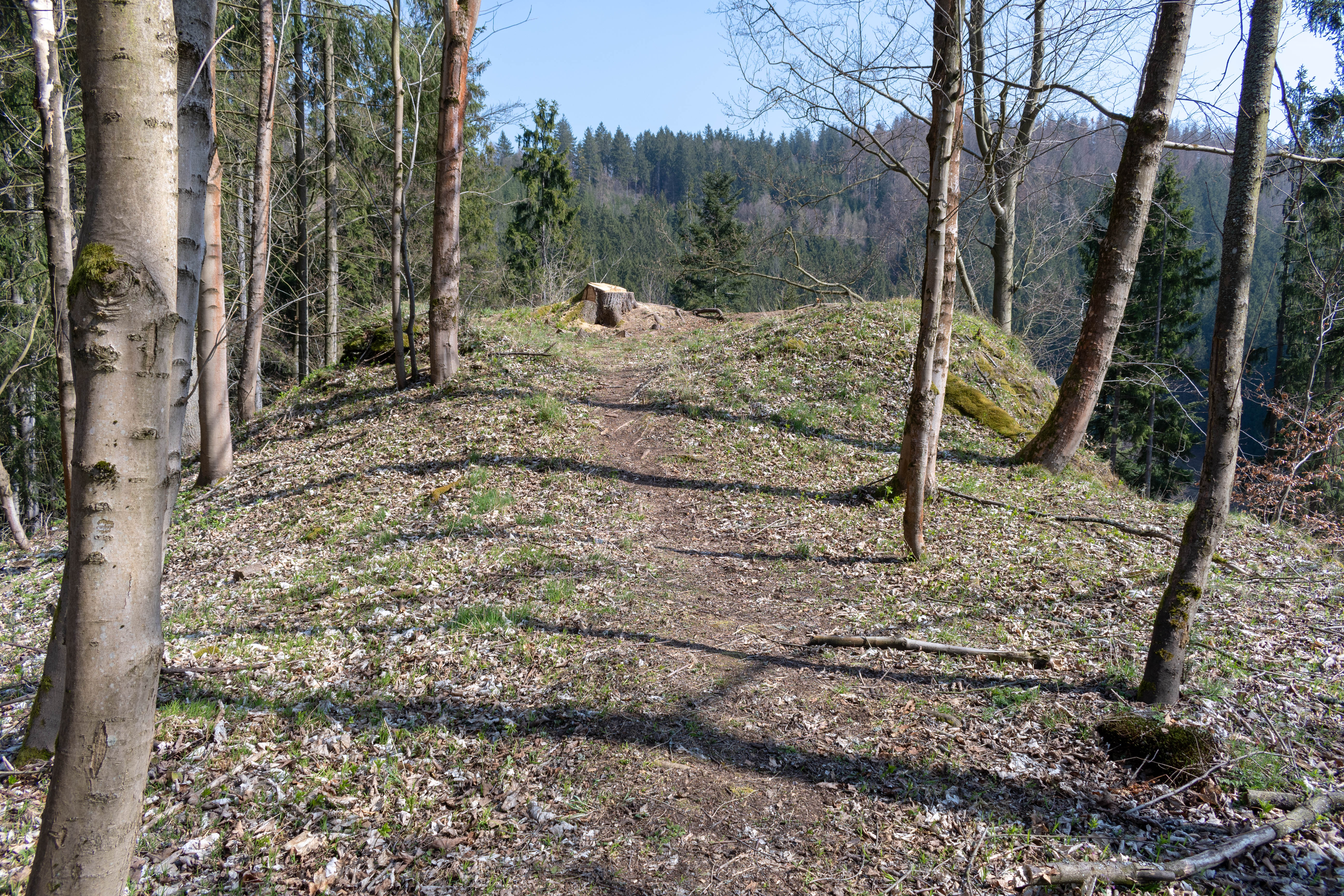
Pohled na zadní část hradu